# Martín Pando
Martín Esteban Pando (Buenos Aires, 26 dicembre 1934 – Buenos Aires, 7 maggio 2021) è stato un calciatore e allenatore di calcio argentino, di ruolo centrocampista.

## Carriera
Con la Nazionale argentina ha preso parte ai Mondiali 1962.